# Blok Mniejszości Narodowych

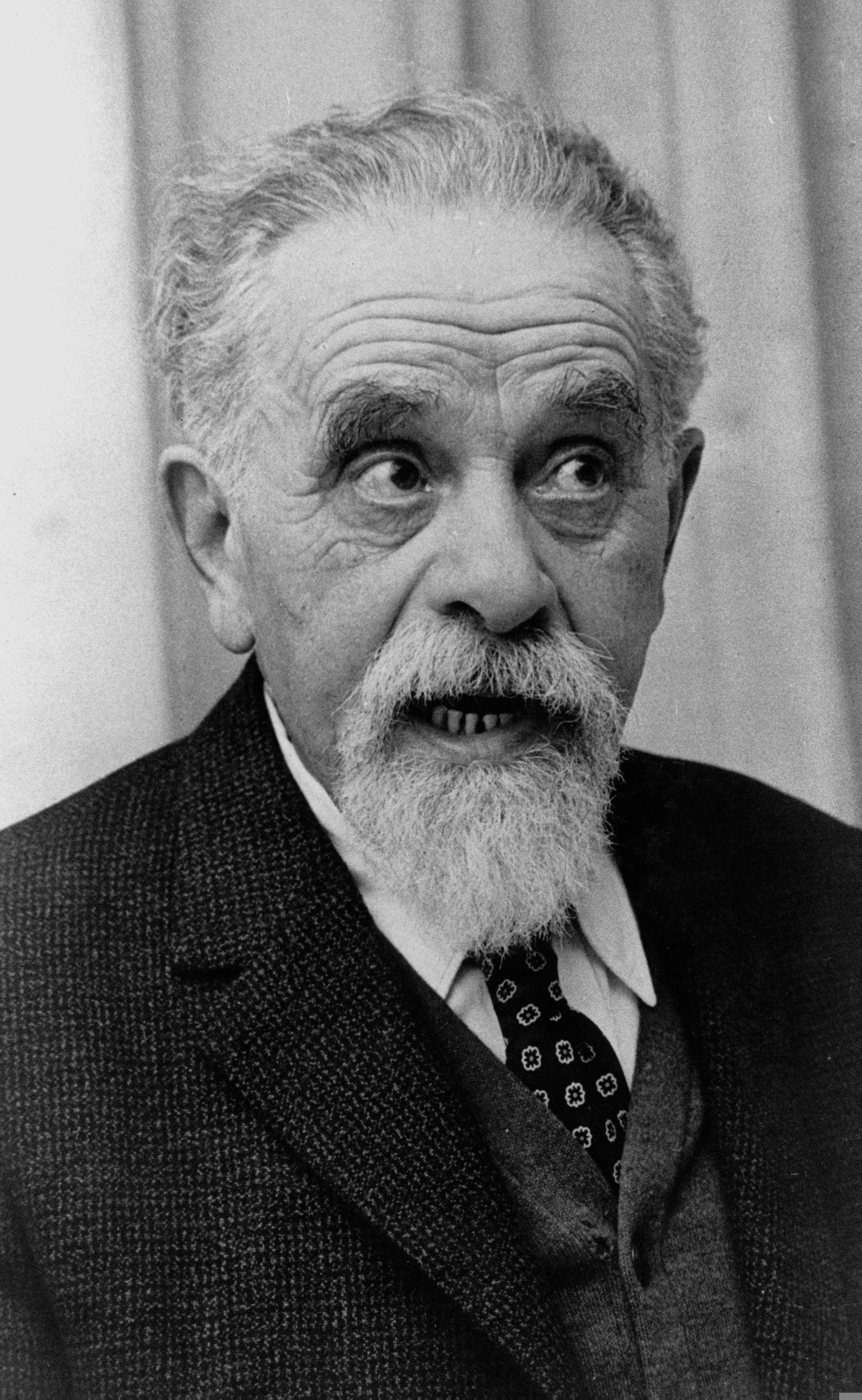
Izaak Grünbaum, założyciel BMN

Blok Mniejszości Narodowych (BMN) – porozumienie stronnictw politycznych mniejszości narodowych (ukraińskiej, żydowskiej, niemieckiej i białoruskiej) w Polsce, zawarte w 1922 w celu prowadzenia wspólnej akcji wyborczej i działalności sejmowej. Była to odpowiedź na uchwalenie ordynacji wyborczej w lipcu 1922, która przez system list państwowych uprzywilejowywała większe partie. Założycielem ugrupowania był Izaak Grünbaum.
BMN istniał do wyborów w 1928, odnosząc spore sukcesy wyborcze: 1922 – 15,1% – 66 mandatów, 1928 – 12,6% – 55 mandatów.

## Literatura
- Васіль Рагуля: Успаміны. Менск: Бацькаўшчына, 1993.